# المنطقة الاقتصادية الحرة في ماناوس

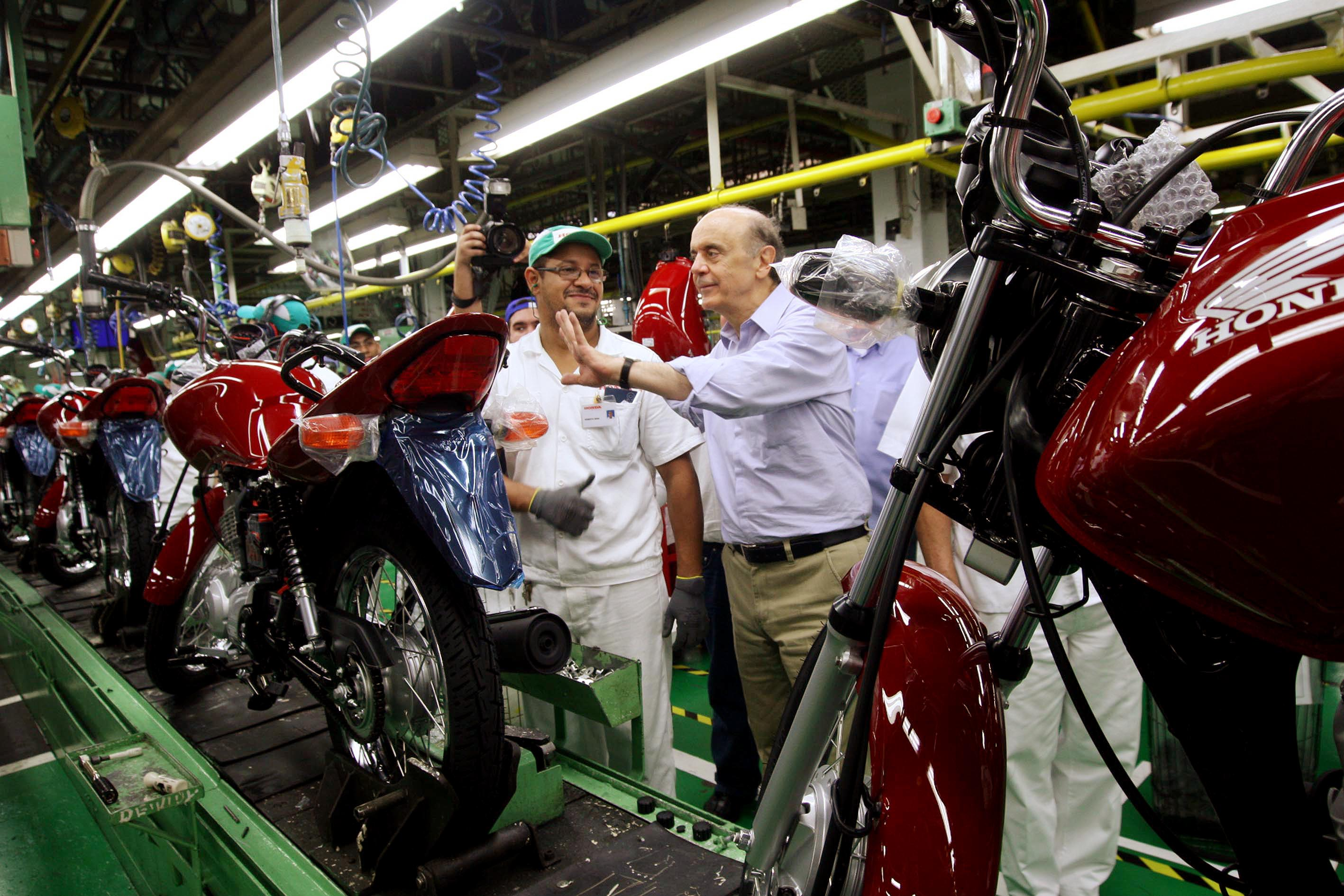
خوسيه سيرا، وزير التخطيط البرازيلي، يزور خط تجميع هوندا في ماناوس: تعزيز الصناعة في منطقة بولوماناوس، 2010

المنطقة الاقتصادية الحرة في ماناوس هي منطقة اقتصادية حرة في مدينة ماناوس عاصمة ولاية أمازوناس شمال البرازيل. جاءت الفكرة الأولية وهي ميناء للتجارة الحرة في ماناوس، من النائب فرانسيسكو بيريرا دا سيلفا وتم إضفاء الطابع الرسمي عليها لاحقًا بموجب القانون رقم 3.173 في 6 يونيو 1957. تمت الموافقة على المشروع من قبل الكونغرس الوطني في 23 أكتوبر 1951 تحت رقم 1.310 ونظمها المرسوم رقم 47.757 في 2 فبراير 1960. ثم عدلها المقرر موريسيو جوبر المهندس الذي برر بالاتفاق مع فرانسيسكو إنشاء منطقة اقتصادية حرة بدلاً من ميناء التجارة الحرة.
خلال السنوات العشر الأولى كانت منطقة التجارة الحرة في ماناوس موجودة في مستودع مستأجر من ميناء ماناوس، واعتمدت على الأموال الفيدرالية. ربما كان بسبب هذا النقص في مواردها الخاصة كان هناك القليل من المصداقية في المشروع.
في 28 فبراير 1967 وقع الرئيس كاستيلو برانكو المرسوم بقانون رقم 288، الذي رافقت مسودته بيان الدوافع. عدل المرسوم بقانون رقم 288 أحكام القانون رقم 3.173 / 57 وأعاد تعريف منطقة التجارة الحرة في ماناوس بعبارات أكثر تحديداً. نص المرسوم بقانون الجديد على أن منطقة التجارة الحرة في ماناوس ستبلغ مساحتها 10.000 كيلومتر مربع (3900 ميل مربع) مع مركز صناعي بالإضافة إلى مركز زراعي وأن هذه ستُمنح الوسائل الاقتصادية للسماح بالتنمية الإقليمية من أجل لإخراج الأمازون من العزلة الاقتصادية التي وقعت فيها في ذلك الوقت. أنشأ المرسوم رقم 61.244 المؤرخ 28 أغسطس 1967 هيئة مراقبة منطقة التجارة الحرة في ماناوس، وهي نظام ذاتي يتمتع بوضعه القانوني الخاص وأصوله ويتمتع باستقلال مالي وإداري.
خلقت الحوافز الضريبية والتشريعات التكميلية اللاحقة مزايا نسبية في المنطقة فيما يتعلق بأجزاء أخرى من البلاد، ونتيجة لذلك جذبت منطقة التجارة الحرة في ماناوس استثمارات جديدة إلى المنطقة. شكلت هذه الحوافز إعفاءات ضريبية تدار اتحاديًا من قبل هيئة مراقبة منطقة التجارة الحرة.